# 練姓
練姓是漢姓之一。

## 起源
《姓苑》記載，始姓者乃唐代武將東何，贞观年间任总管府錄事參軍。貞觀十九年（645年），為朝廷立下戰功，唐太宗以“精練军戎”封岐山侯，賜姓「練」，代代相傳。據此，練姓有1300多年歷史。
綜合清代《練氏宗譜》、清光緒《嘉定縣誌》及民國《嘉定縣續志》的記載，自東何獲賜改姓練，其後裔於唐至明初各朝皆任官職。明建文四年（1402年），练子宁官至御史大夫，侄兒練達任嘉定縣令。惟练子宁等人於靖難之變中反抗燕王朱棣，朱棣篡位後，子宁被斷舌而死，並誅九族。練達自溺，其庶子逃出，改姓「侯」名「居練」。侯居練痛心疾首，訓令後人切莫當官，故其後300多年間，縱使不少後人考獲舉人、秀才，甚至進士，皆無當官記錄。至清乾隆中期，朝廷為「靖難之變」受屈者平反，後人方紛紛恢復練姓。
閩西汀州客家人有練姓，清代移民臺灣，今日以新北市石門區為大宗，淡水區、三芝區、金山區偶見。但現今練姓人士多已經改用臺灣閩南語，成為福佬客家人。

## 延伸阅读
[在维基数据编辑]
 《欽定古今圖書集成·明倫彙編·氏族典·練姓部》，出自陈梦雷《古今圖書集成》